# Transports en commun de Mont-de-Marsan
Pour un article plus général, voir Transdev du Marsan.
 (septembre 2024).
Si vous disposez d'ouvrages ou d'articles de référence ou si vous connaissez des sites web de qualité traitant du thème abordé ici, merci de compléter l'article en donnant les références utiles à sa vérifiabilité et en les liant à la section « Notes et références ».
Tma prononcer [Téma] est le réseau de transport en commun qui dessert les dix-huit communes de Mont-de-Marsan Agglomération depuis le 9 juillet 2012. Ce réseau est géré par Transdev du Marsan, filiale du groupe Transdev.

## Le réseau actuel

### Présentation
Le réseau est en place depuis le 9 juillet 2012. Ce réseau se caractérise par des lignes diamétrales traversant la ville de part en part circulant du lundi au samedi en passant par le Pôle de Correspondances, à proximité de la Gare SNCF de Mont de Marsan, qui devient le point central du réseau.
Renouvelé pour la période du 1er janvier 2019 au 31 décembre 2025, Transdev du Marsan a modifié certaines lignes ainsi que la création de Tma+ PMR, le service transport pour personnes à mobilité réduite.

Logotype de 2012 à 2019.
Logotype depuis 2019.

## Lignes du réseau

### Lignes essentielles
Les deux lignes essentielles A et B, qui desservent le cœur de l'agglomération, les commerces, les principaux pôles d'emploi et les principales zones d'habitations, proposent des rotations toutes les vingt minutes durant les heures de pointe, et toutes les trente minutes en heures creuses.
| Ligne | Caractéristiques | Caractéristiques                                                                     | Caractéristiques                                                                     | Caractéristiques                                                                     | Caractéristiques                                                                     | Caractéristiques                                                                     | Caractéristiques                                                                     | Caractéristiques                                                                     | Caractéristiques                                                                     |
| A     | Saint-Avit — Mamoura / Rond-Point Mamoura ⥋ Saint-Pierre-du-Mont — Centre Commercial | Saint-Avit — Mamoura / Rond-Point Mamoura ⥋ Saint-Pierre-du-Mont — Centre Commercial | Saint-Avit — Mamoura / Rond-Point Mamoura ⥋ Saint-Pierre-du-Mont — Centre Commercial | Saint-Avit — Mamoura / Rond-Point Mamoura ⥋ Saint-Pierre-du-Mont — Centre Commercial | Saint-Avit — Mamoura / Rond-Point Mamoura ⥋ Saint-Pierre-du-Mont — Centre Commercial | Saint-Avit — Mamoura / Rond-Point Mamoura ⥋ Saint-Pierre-du-Mont — Centre Commercial | Saint-Avit — Mamoura / Rond-Point Mamoura ⥋ Saint-Pierre-du-Mont — Centre Commercial | Saint-Avit — Mamoura / Rond-Point Mamoura ⥋ Saint-Pierre-du-Mont — Centre Commercial | Saint-Avit — Mamoura / Rond-Point Mamoura ⥋ Saint-Pierre-du-Mont — Centre Commercial |
| ----- | --- | ------------------------------------------------------------------------------------ | ------------------------------------------------------------------------------------ | ------------------------------------------------------------------------------------ | ------------------------------------------------------------------------------------ | ------------------------------------------------------------------------------------ | ------------------------------------------------------------------------------------ | ------------------------------------------------------------------------------------ | ------------------------------------------------------------------------------------ |
| A     | Ouverture / Fermeture 9 juillet 2012 / — | Longueur —                                                                           | Durée 41 min                                                                         | Nb. d’arrêts 31                                                                      | Matériel Standards Midibus Minibus                                                   | Jours de fonctionnement L, Ma, Me, J, V, S                                           | Jour / Soir / Nuit / Fêtes O / N / N / N                                             | Voy. / an —                                                                          | Exploitant Transdev du Marsan                                                        |
| A     | Desserte : - Villes et lieux desservis : Saint-Avit (P+R Mamoura, S.D.I.S.), Mont-de-Marsan Larouquère, Maridor, Mi-Carrère, Carboué, Maréchal Juin, Zone Commerciale, Saint Vincent de Paul, Jean Rameau, Stade Guy Boniface, Hôpital Layné, maréchal Foch, Médiathèque, Galiane, Midou, Pierre Lisse, Gambetta, Hôtel de Ville, Pôle de Correspondances, Docteur Dupouy), Saint-Pierre-du-MontKennedy, Mont-Alma, Clinique des Landes, Bourrassé, Centre Commercial - Gares desservies : Gare de Mont-de-Marsan (Descendre à l'arrêt Pôle de Correspondances puis cinq minutes à pied ou prendre la navette)  |                                                                                      |                                                                                      |                                                                                      |                                                                                      |                                                                                      |                                                                                      |                                                                                      |                                                                                      |
| A     | Autre : - Arrêts non accessibles aux UFR : — - Particularités : Les arrêts SDIS et Mamoura sont desservis à certains horaires sur réservation préalable. - Date de dernière mise à jour : 25 janvier 2019. |                                                                                      |                                                                                      |                                                                                      |                                                                                      |                                                                                      |                                                                                      |                                                                                      |                                                                                      |
| A     | Dernière actualisation : — |                                                                                      |                                                                                      |                                                                                      |                                                                                      |                                                                                      |                                                                                      |                                                                                      |                                                                                      |
| B     | Mont-de-Marsan — B.A. 118 ⥋ Saint-Pierre-du-Mont — La Téoulère | Mont-de-Marsan — B.A. 118 ⥋ Saint-Pierre-du-Mont — La Téoulère                       | Mont-de-Marsan — B.A. 118 ⥋ Saint-Pierre-du-Mont — La Téoulère                       | Mont-de-Marsan — B.A. 118 ⥋ Saint-Pierre-du-Mont — La Téoulère                       | Mont-de-Marsan — B.A. 118 ⥋ Saint-Pierre-du-Mont — La Téoulère                       | Mont-de-Marsan — B.A. 118 ⥋ Saint-Pierre-du-Mont — La Téoulère                       | Mont-de-Marsan — B.A. 118 ⥋ Saint-Pierre-du-Mont — La Téoulère                       | Mont-de-Marsan — B.A. 118 ⥋ Saint-Pierre-du-Mont — La Téoulère                       | Mont-de-Marsan — B.A. 118 ⥋ Saint-Pierre-du-Mont — La Téoulère                       |
| B     | Ouverture / Fermeture 9 juillet 2012 / — | Longueur —                                                                           | Durée 31 min                                                                         | Nb. d’arrêts 23                                                                      | Matériel Midibus Minibus                                                             | Jours de fonctionnement L, Ma, Me, J, V, S                                           | Jour / Soir / Nuit / Fêtes O / N / N / N                                             | Voy. / an —                                                                          | Exploitant Transdev du Marsan                                                        |
| B     | Desserte : - Villes et lieux desservis : Mont-de-Marsan (B.A. 118, Commandant Boffy, Fabre, Hélène Boucher, Crèche du Peyrouat, École du Peyrouat, Peyrouat, École de l'Argenté, Hôpital Sainte-Anne, Lycée Victor-Duruy, Jean Lacoste, Place Raymond Poincaré, Place Joseph Pancault, Collège Jean Rostand, Pôle de Correspondances, Harbaux), Saint-Pierre-du-Mont (Brémontier, Lascoumes, La Moustey, Collège Lubet Barbon, Résidence Aquitaine, Le Belvédère, La Dominante, La Téoulère) - Gares desservies : Gare de Mont-de-Marsan (Descendre à l'arrêt Pôle de Correspondances puis cinq minutes à pied) |                                                                                      |                                                                                      |                                                                                      |                                                                                      |                                                                                      |                                                                                      |                                                                                      |                                                                                      |
| B     | Autre : - Arrêts non accessibles aux UFR : — - Particularités : - Date de dernière mise à jour : 14 janvier 2019. |                                                                                      |                                                                                      |                                                                                      |                                                                                      |                                                                                      |                                                                                      |                                                                                      |                                                                                      |
| B     | Dernière actualisation : — |                                                                                      |                                                                                      |                                                                                      |                                                                                      |                                                                                      |                                                                                      |                                                                                      |                                                                                      |

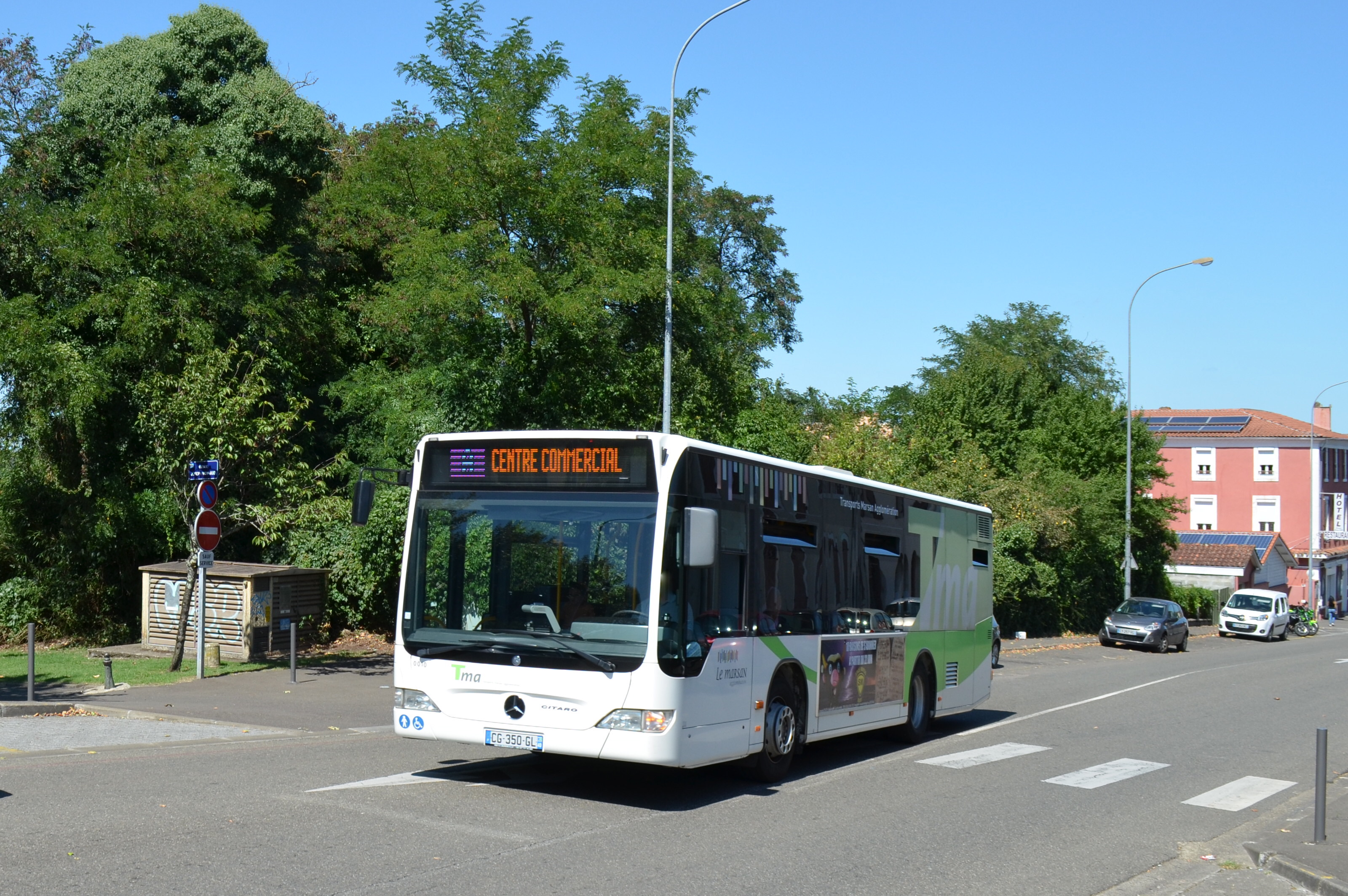
Ligne A.
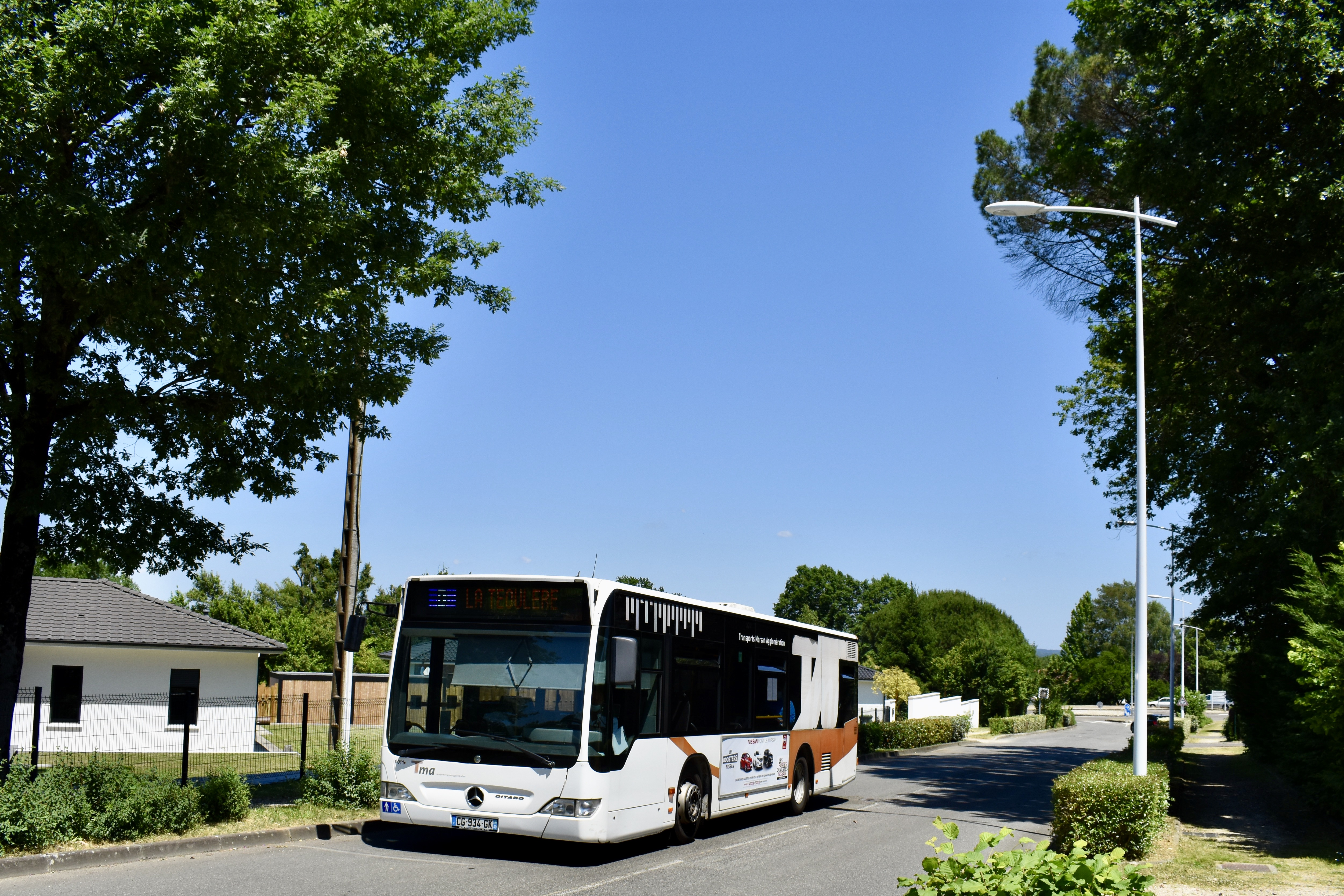
Ligne B

### Lignes régulières
| Ligne | Caractéristiques | Caractéristiques                                                  | Caractéristiques                                                  | Caractéristiques                                                  | Caractéristiques                                                  | Caractéristiques                                                  | Caractéristiques                                                  | Caractéristiques                                                  | Caractéristiques                                                  |
| C     | Saint-Pierre-du-Mont — P+R Pôle Culturel ⥋ Mont-de-Marsan — Houga | Saint-Pierre-du-Mont — P+R Pôle Culturel ⥋ Mont-de-Marsan — Houga | Saint-Pierre-du-Mont — P+R Pôle Culturel ⥋ Mont-de-Marsan — Houga | Saint-Pierre-du-Mont — P+R Pôle Culturel ⥋ Mont-de-Marsan — Houga | Saint-Pierre-du-Mont — P+R Pôle Culturel ⥋ Mont-de-Marsan — Houga | Saint-Pierre-du-Mont — P+R Pôle Culturel ⥋ Mont-de-Marsan — Houga | Saint-Pierre-du-Mont — P+R Pôle Culturel ⥋ Mont-de-Marsan — Houga | Saint-Pierre-du-Mont — P+R Pôle Culturel ⥋ Mont-de-Marsan — Houga | Saint-Pierre-du-Mont — P+R Pôle Culturel ⥋ Mont-de-Marsan — Houga |
| ----- | --- | ----------------------------------------------------------------- | ----------------------------------------------------------------- | ----------------------------------------------------------------- | ----------------------------------------------------------------- | ----------------------------------------------------------------- | ----------------------------------------------------------------- | ----------------------------------------------------------------- | ----------------------------------------------------------------- |
| C     | Ouverture / Fermeture 9 juillet 2012 / — | Longueur —                                                        | Durée 23 min                                                      | Nb. d’arrêts 14                                                   | Matériel Standards Midibus Minibus                                | Jours de fonctionnement L, Ma, Me, J, V, S                        | Jour / Soir / Nuit / Fêtes O / N / N / N                          | Voy. / an —                                                       | Exploitant Transdev du Marsan                                     |
| C     | Desserte : - Villes et lieux desservis : Saint-Pierre-du-Mont (P+R Pôle Culturel, Chat Botté), Mont-de-Marsan (Martyrs de la Résistance, Place Saint-Louis, Arènes du Plumaçon, Collège Jean-Rostand, Pôle de Correspondances, Antoine Lacaze, Gézits, Lycée Charles-Despiau, Yves Mainguy, Grand Barrère, Tartas, Houga) - Gares desservies : Gare de Mont-de-Marsan (Descendre à l'arrêt Pôle de Correspondances puis cinq minutes à pied) |                                                                   |                                                                   |                                                                   |                                                                   |                                                                   |                                                                   |                                                                   |                                                                   |
| C     | Autre : - Arrêts non accessibles aux UFR : — - Particularités : - Date de dernière mise à jour : 14 janvier 2019. |                                                                   |                                                                   |                                                                   |                                                                   |                                                                   |                                                                   |                                                                   |                                                                   |

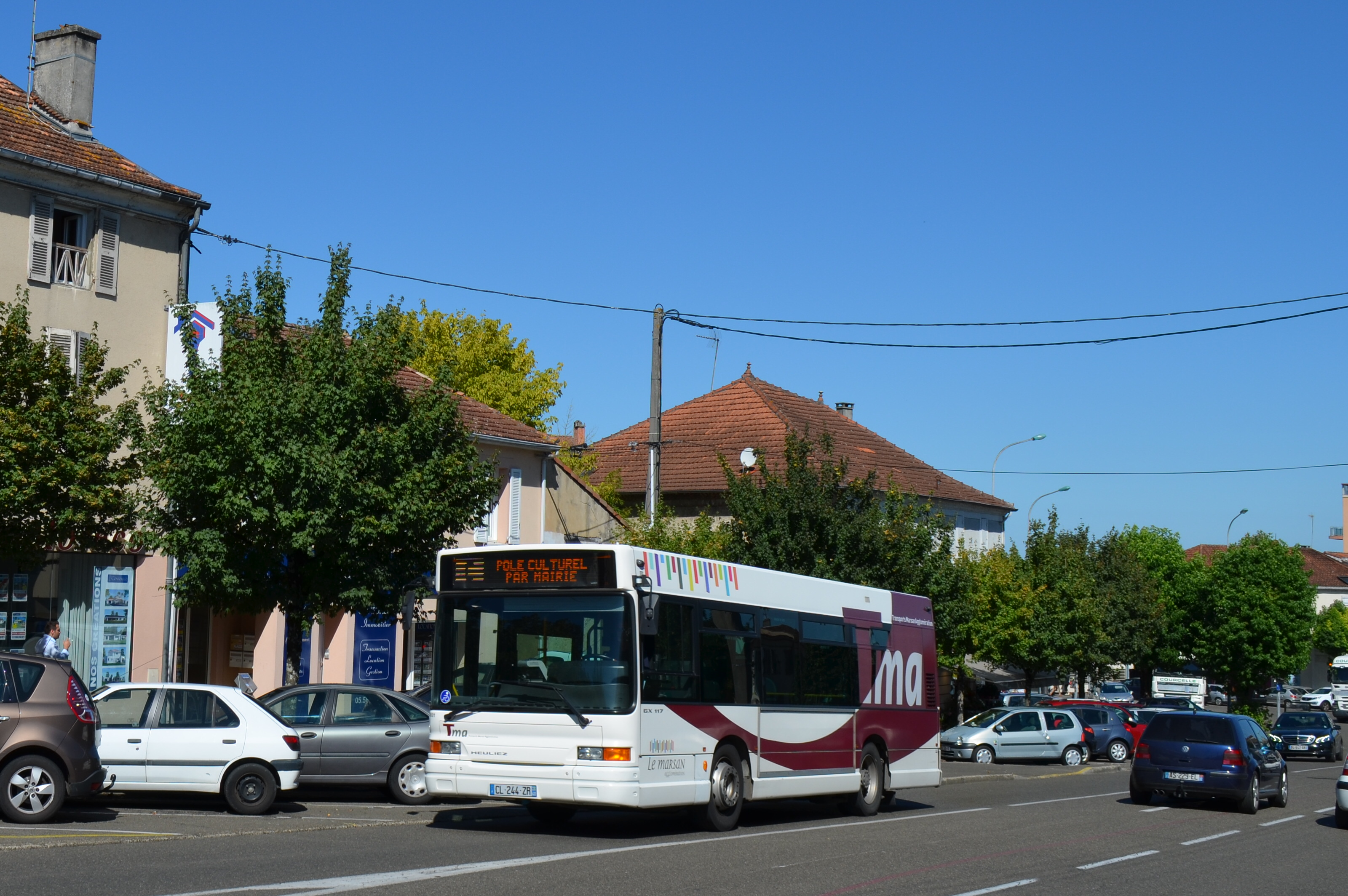
Ligne C.
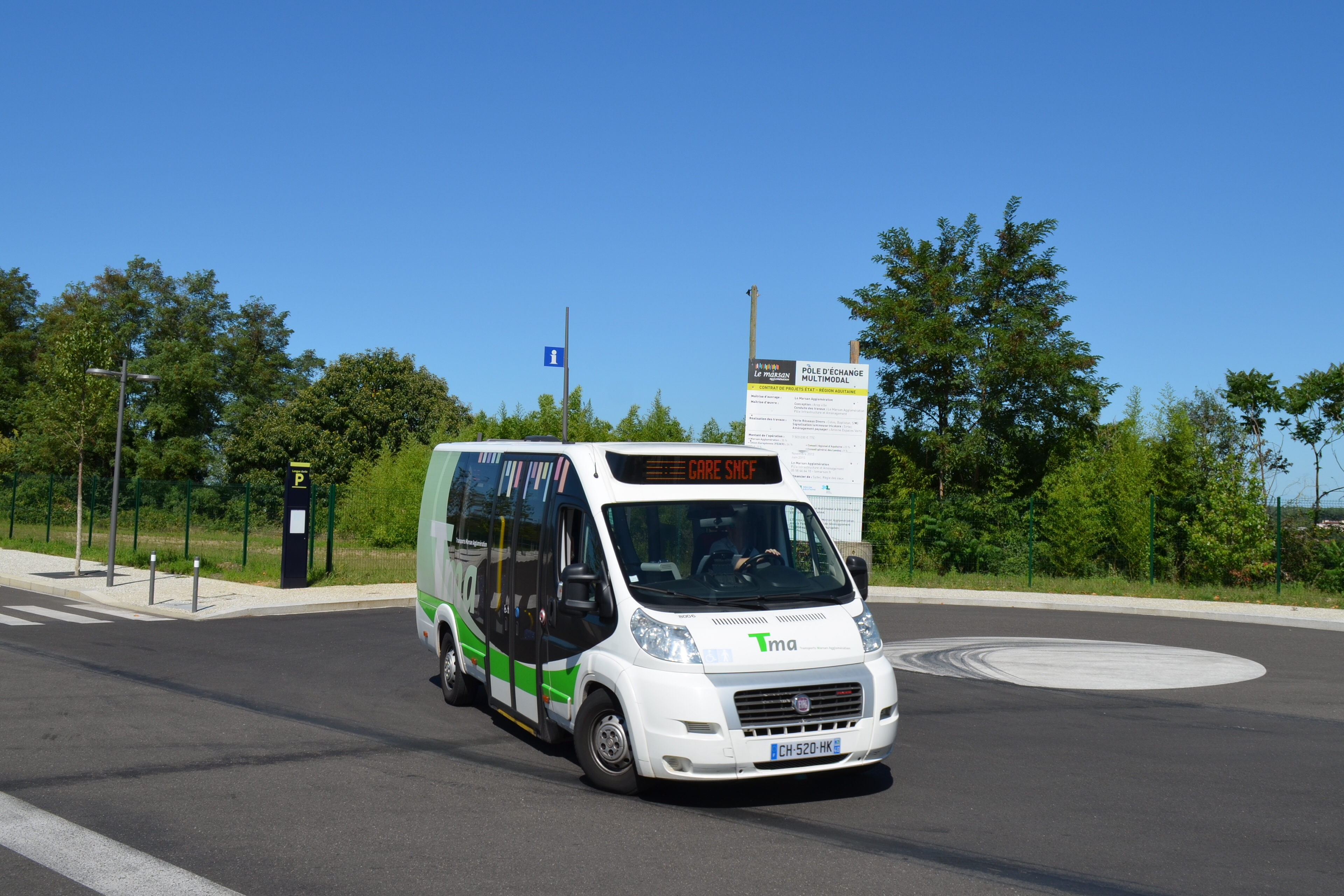
Ligne D.
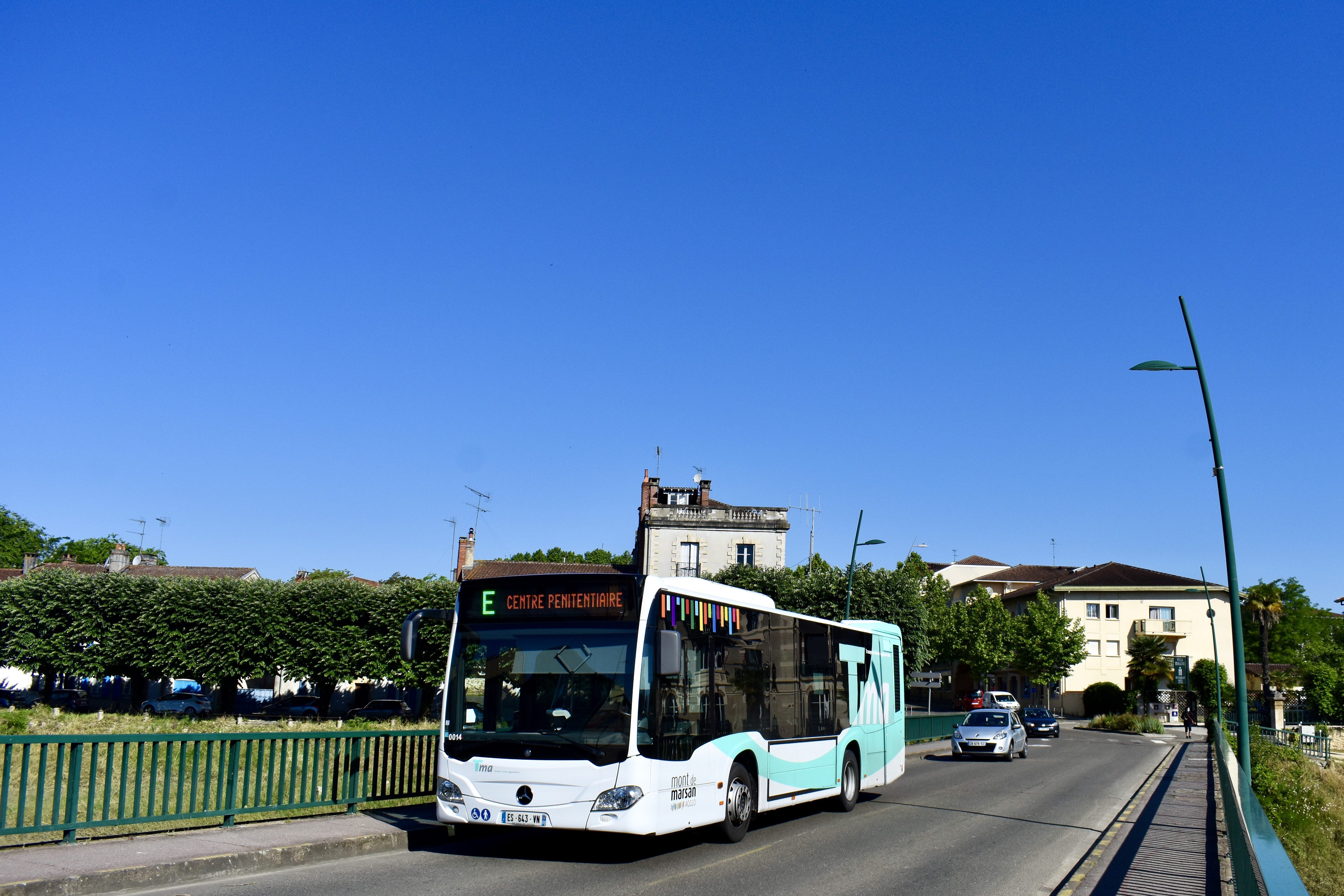
Ligne E.
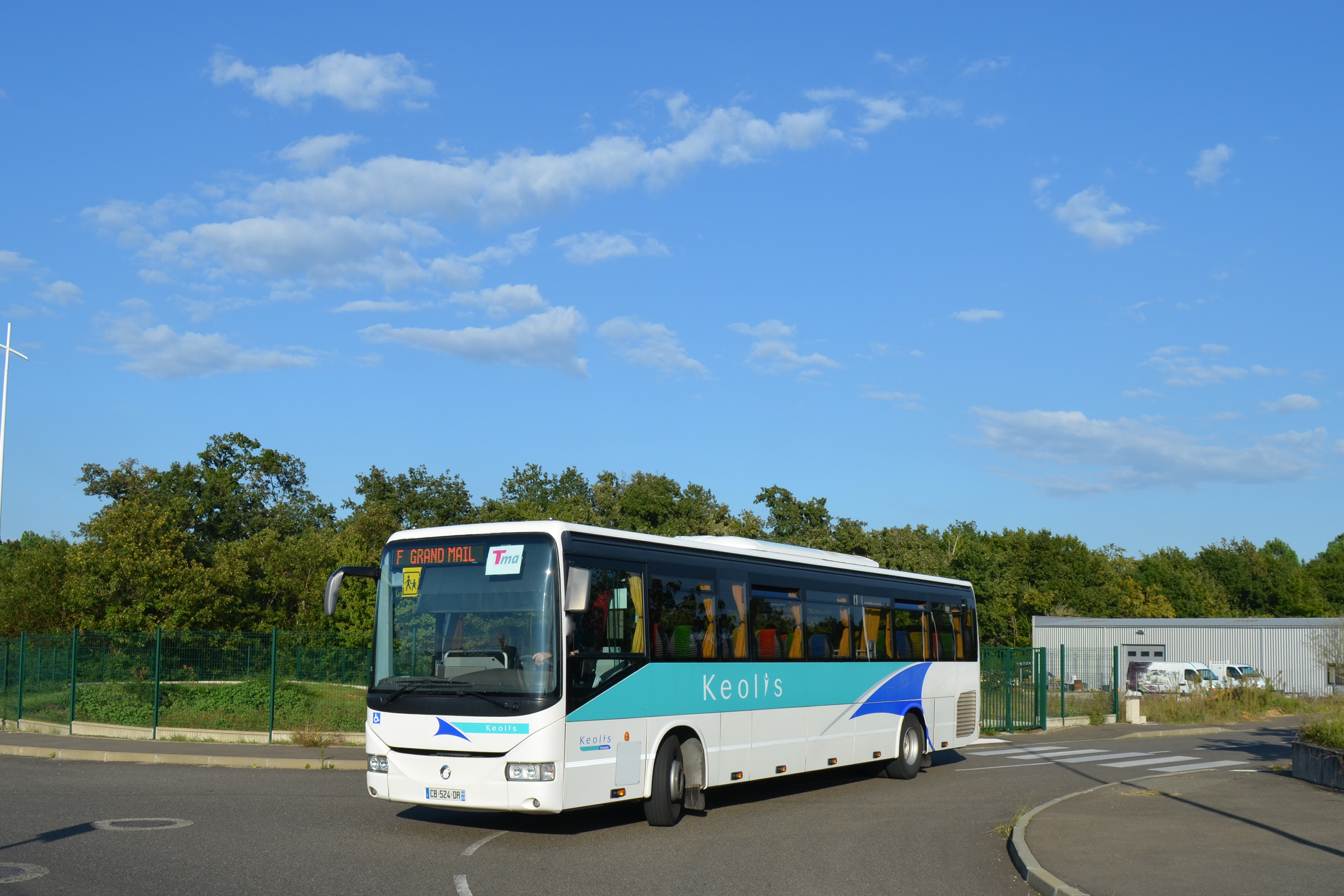
Ligne F.

| C     | Dernière actualisation : — |                                                                   |                                                                   |                                                                   |                                                                   |                                                                   |                                                                   |                                                                   |                                                                   |
| D     | Mont-de-Marsan — Jouanas ⥋ Mont-de-Marsan — Vignau | Mont-de-Marsan — Jouanas ⥋ Mont-de-Marsan — Vignau                | Mont-de-Marsan — Jouanas ⥋ Mont-de-Marsan — Vignau                | Mont-de-Marsan — Jouanas ⥋ Mont-de-Marsan — Vignau                | Mont-de-Marsan — Jouanas ⥋ Mont-de-Marsan — Vignau                | Mont-de-Marsan — Jouanas ⥋ Mont-de-Marsan — Vignau                | Mont-de-Marsan — Jouanas ⥋ Mont-de-Marsan — Vignau                | Mont-de-Marsan — Jouanas ⥋ Mont-de-Marsan — Vignau                | Mont-de-Marsan — Jouanas ⥋ Mont-de-Marsan — Vignau                |
| D     | Ouverture / Fermeture 9 juillet 2012 / — | Longueur —                                                        | Durée 35 min                                                      | Nb. d’arrêts 29                                                   | Matériel Minibus                                                  | Jours de fonctionnement L, Ma, Me, J, V, S                        | Jour / Soir / Nuit / Fêtes O / N / N / N                          | Voy. / an —                                                       | Exploitant Transdev du Marsan                                     |
| D     | Desserte : - Villes et lieux desservis : Mont-de-Marsan (Jouanas, Chemin de Thore, Jean Cassaigne, Pierre Mendès-France, Tudela, Martyrs de la Résistance, Place Saint-Louis, Arènes du Plumaçon, Collège Jean Rostand, Pôle de Correspondances, Antoine Lacaze, Paul Lacôme, Chemin Creux, Majourau, Dagas, Chemin vert, Beillet, Ecoles du Beillet, Sénateur Daraignez, Lacrouts, Docteur Galop, Saint-Médard, Laudot, Pierre Hugues, Battan, Val d'Arguence, Mazerolles, Voie verte, Vignau) - Gares desservies : Gare de Mont-de-Marsan (Descendre à l'arrêt Pôle de Correspondances puis cinq minutes à pied)      |                                                                   |                                                                   |                                                                   |                                                                   |                                                                   |                                                                   |                                                                   |                                                                   |
| D     | Autre : - Arrêts non accessibles aux UFR : — - Particularités : - Date de dernière mise à jour : 14 janvier 2019. |                                                                   |                                                                   |                                                                   |                                                                   |                                                                   |                                                                   |                                                                   |                                                                   |
| D     | Dernière actualisation : — |                                                                   |                                                                   |                                                                   |                                                                   |                                                                   |                                                                   |                                                                   |                                                                   |
| E     | Mont-de-Marsan — Jouanas ⥋ Mont-de-Marsan — Centre Pénitentiaire | Mont-de-Marsan — Jouanas ⥋ Mont-de-Marsan — Centre Pénitentiaire  | Mont-de-Marsan — Jouanas ⥋ Mont-de-Marsan — Centre Pénitentiaire  | Mont-de-Marsan — Jouanas ⥋ Mont-de-Marsan — Centre Pénitentiaire  | Mont-de-Marsan — Jouanas ⥋ Mont-de-Marsan — Centre Pénitentiaire  | Mont-de-Marsan — Jouanas ⥋ Mont-de-Marsan — Centre Pénitentiaire  | Mont-de-Marsan — Jouanas ⥋ Mont-de-Marsan — Centre Pénitentiaire  | Mont-de-Marsan — Jouanas ⥋ Mont-de-Marsan — Centre Pénitentiaire  | Mont-de-Marsan — Jouanas ⥋ Mont-de-Marsan — Centre Pénitentiaire  |
| E     | Ouverture / Fermeture 9 juillet 2012 / — | Longueur —                                                        | Durée 30 min                                                      | Nb. d’arrêts 26                                                   | Matériel Midibus Minibus                                          | Jours de fonctionnement L, Ma, Me, J, V, S                        | Jour / Soir / Nuit / Fêtes O / N / N / N                          | Voy. / an —                                                       | Exploitant Transdev du Marsan                                     |
| E     | Desserte : - Villes et lieux desservis : Mont-de-Marsan (Jouanas, Belle chaumière, Bruyères, Les pins, Le Rond, Sabres, Paul Banos, Lycée Robert-Wlérick, Henri Farbos, Saint-Jean d'Août, Place Raymond Poincaré, Place Joseph Pancault, Collège Jean Rostand, Pôle de Correspondances, Antoine Lacaze, Petit Busquet, Jean Larrieu, Maison du Handicap, Plateforme Sociale du Marsan, Nahuques, Majot, Étang Lumo, Pémégnan, Lycée Frédéric-Estève, Centre Pénitentiaire) - Gares desservies : Gare de Mont-de-Marsan (Descendre à l'arrêt Pôle de Correspondances puis cinq minutes à pied ou prendre la navette ).' |                                                                   |                                                                   |                                                                   |                                                                   |                                                                   |                                                                   |                                                                   |                                                                   |
| E     | Autre : - Arrêts non accessibles aux UFR : — - Particularités : - Date de dernière mise à jour : 14 janvier 2019. |                                                                   |                                                                   |                                                                   |                                                                   |                                                                   |                                                                   |                                                                   |                                                                   |
| E     | Dernière actualisation : — |                                                                   |                                                                   |                                                                   |                                                                   |                                                                   |                                                                   |                                                                   |                                                                   |
| F     | Saint-Pierre-du-Mont — Bois Dormant ⥋ Mont-de-Marsan — Vignau | Saint-Pierre-du-Mont — Bois Dormant ⥋ Mont-de-Marsan — Vignau     | Saint-Pierre-du-Mont — Bois Dormant ⥋ Mont-de-Marsan — Vignau     | Saint-Pierre-du-Mont — Bois Dormant ⥋ Mont-de-Marsan — Vignau     | Saint-Pierre-du-Mont — Bois Dormant ⥋ Mont-de-Marsan — Vignau     | Saint-Pierre-du-Mont — Bois Dormant ⥋ Mont-de-Marsan — Vignau     | Saint-Pierre-du-Mont — Bois Dormant ⥋ Mont-de-Marsan — Vignau     | Saint-Pierre-du-Mont — Bois Dormant ⥋ Mont-de-Marsan — Vignau     | Saint-Pierre-du-Mont — Bois Dormant ⥋ Mont-de-Marsan — Vignau     |
| F     | Ouverture / Fermeture 9 juillet 2012 / — | Longueur —                                                        | Durée 33 min                                                      | Nb. d’arrêts 22                                                   | Matériel Midibus Minibus                                          | Jours de fonctionnement L, Ma, Me, J, V, S                        | Jour / Soir / Nuit / Fêtes O / N / N / N                          | Voy. / an —                                                       | Exploitant Transdev du Marsan                                     |
| F     | Desserte : - Villes et lieux desservis : Saint-Pierre-du-Mont (Bois Dormant, Chat botté, Base de loisirs du Marsan, Pôle Culturel du Marsan , Mairie , Chambrelent, Georges Stephenson, Floralies, Brémontier), Mont-de-Marsan (Harbaux, Pôle de Correspondances, Antoine Lacaze, Gézits, Lycée Charles-Despiau, Yves Mainguy, Couturelles, Lamartine, Robert Schuman, Chourié, Louis Papy, Fougeraie, Jean Jacques Roisseau Vignau) - Gares desservies : Gare de Mont-de-Marsan (Descendre à l'arrêt Pôle de Correspondances puis cinq minutes à pied)                                                                 |                                                                   |                                                                   |                                                                   |                                                                   |                                                                   |                                                                   |                                                                   |                                                                   |
| F     | Autre : - Arrêts non accessibles aux UFR : — - Particularités : - Date de dernière mise à jour : 14 janvier 2019. |                                                                   |                                                                   |                                                                   |                                                                   |                                                                   |                                                                   |                                                                   |                                                                   |
| F     | Dernière actualisation : — |                                                                   |                                                                   |                                                                   |                                                                   |                                                                   |                                                                   |                                                                   |                                                                   |

- Ligne C.
- Ligne D.
- Ligne E.
- Ligne F.

### Ligne de rocade
| Ligne | Caractéristiques | Caractéristiques                                       | Caractéristiques                                       | Caractéristiques                                       | Caractéristiques                                       | Caractéristiques                                       | Caractéristiques                                       | Caractéristiques                                       | Caractéristiques                                       |
| G     | Mont-de-Marsan — Mi-Carrère ⥋ Mont-de-Marsan — Marcadé | Mont-de-Marsan — Mi-Carrère ⥋ Mont-de-Marsan — Marcadé | Mont-de-Marsan — Mi-Carrère ⥋ Mont-de-Marsan — Marcadé | Mont-de-Marsan — Mi-Carrère ⥋ Mont-de-Marsan — Marcadé | Mont-de-Marsan — Mi-Carrère ⥋ Mont-de-Marsan — Marcadé | Mont-de-Marsan — Mi-Carrère ⥋ Mont-de-Marsan — Marcadé | Mont-de-Marsan — Mi-Carrère ⥋ Mont-de-Marsan — Marcadé | Mont-de-Marsan — Mi-Carrère ⥋ Mont-de-Marsan — Marcadé | Mont-de-Marsan — Mi-Carrère ⥋ Mont-de-Marsan — Marcadé |
| ----- | --- | ------------------------------------------------------ | ------------------------------------------------------ | ------------------------------------------------------ | ------------------------------------------------------ | ------------------------------------------------------ | ------------------------------------------------------ | ------------------------------------------------------ | ------------------------------------------------------ |
| G     | Ouverture / Fermeture 9 juillet 2012 / — | Longueur —                                             | Durée 15 min                                           | Nb. d’arrêts 9                                         | Matériel Autocar Minibus                               | Jours de fonctionnement L, Ma, Me, J, V, S             | Jour / Soir / Nuit / Fêtes O / N / N / N               | Voy. / an —                                            | Exploitant Transdev du Marsan et Keolis Gascogne       |
| G     | Desserte : - Villes et lieux desservis : Mont-de-Marsan (Mi-Carrère, Barbe d'Or, Zone Industrielle du Conte, Pémégnan, Étang Lumo, Lacrouts, Sénateur Daraignez, Écoles du Beillet, Louis Papy, Marcadé) - Gares desservies : -                                                                         |                                                        |                                                        |                                                        |                                                        |                                                        |                                                        |                                                        |                                                        |
| G     | Autre : - Arrêts non accessibles aux UFR : — - Particularités : En "période hiver", la ligne circule sur réservation téléphonique sauf pendant les heures de pointe (passage garanti). En "période été", la ligne circule uniquement sur réservation. - Date de dernière mise à jour : 14 janvier 2019. |                                                        |                                                        |                                                        |                                                        |                                                        |                                                        |                                                        |                                                        |
| G     | Dernière actualisation : — |                                                        |                                                        |                                                        |                                                        |                                                        |                                                        |                                                        |                                                        |

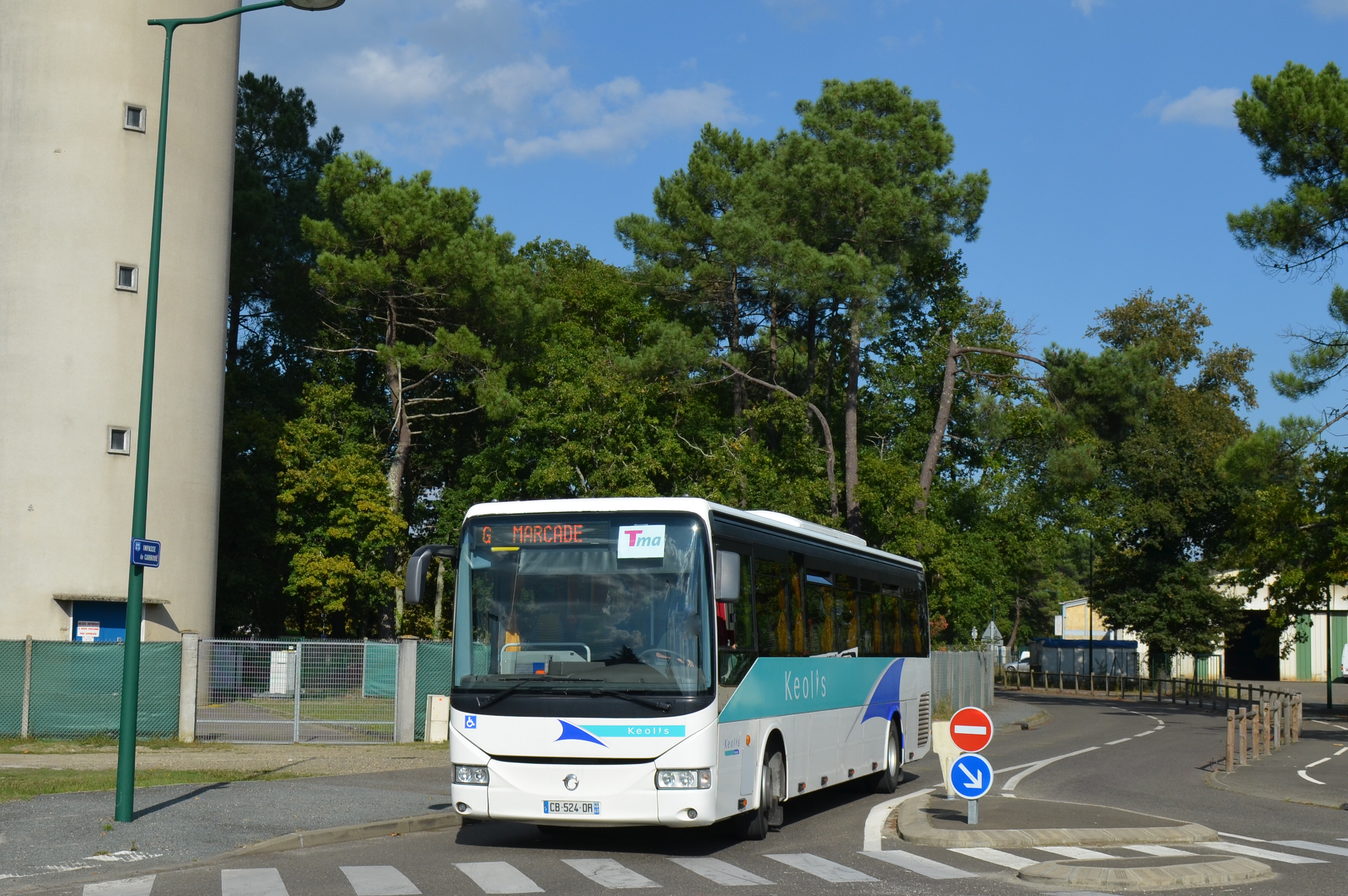
Ligne G.

### Navette centre-ville
| Ligne | Caractéristiques | Caractéristiques                                                     | Caractéristiques                                                     | Caractéristiques                                                     | Caractéristiques                                                     | Caractéristiques                                                     | Caractéristiques                                                     | Caractéristiques                                                     | Caractéristiques                                                     |
| N     | Navette de centre-ville | Navette de centre-ville                                              | Navette de centre-ville                                              | Navette de centre-ville                                              | Navette de centre-ville                                              | Navette de centre-ville                                              | Navette de centre-ville                                              | Navette de centre-ville                                              | Navette de centre-ville                                              |
| N     | (Circulaire) Mont-de-Marsan — Gare SNCF ⥋ Mont-de-Marsan — Gare SNCF | (Circulaire) Mont-de-Marsan — Gare SNCF ⥋ Mont-de-Marsan — Gare SNCF | (Circulaire) Mont-de-Marsan — Gare SNCF ⥋ Mont-de-Marsan — Gare SNCF | (Circulaire) Mont-de-Marsan — Gare SNCF ⥋ Mont-de-Marsan — Gare SNCF | (Circulaire) Mont-de-Marsan — Gare SNCF ⥋ Mont-de-Marsan — Gare SNCF | (Circulaire) Mont-de-Marsan — Gare SNCF ⥋ Mont-de-Marsan — Gare SNCF | (Circulaire) Mont-de-Marsan — Gare SNCF ⥋ Mont-de-Marsan — Gare SNCF | (Circulaire) Mont-de-Marsan — Gare SNCF ⥋ Mont-de-Marsan — Gare SNCF | (Circulaire) Mont-de-Marsan — Gare SNCF ⥋ Mont-de-Marsan — Gare SNCF |
| ----- | --- | -------------------------------------------------------------------- | -------------------------------------------------------------------- | -------------------------------------------------------------------- | -------------------------------------------------------------------- | -------------------------------------------------------------------- | -------------------------------------------------------------------- | -------------------------------------------------------------------- | -------------------------------------------------------------------- |
| N     | Ouverture / Fermeture 9 juillet 2012 / — | Longueur —                                                           | Durée 20 min                                                         | Nb. d’arrêts A la demande                                            | Matériel Minibus                                                     | Jours de fonctionnement L, Ma, Me, J, V, S                           | Jour / Soir / Nuit / Fêtes O / N / N / N                             | Voy. / an —                                                          | Exploitant Transdev du Marsan                                        |
| N     | Desserte : - Villes et lieux desservis : Centre-ville de Mont-de-Marsan (Gare SNCF, Pôle de Correspondances, Place Saint-Roch, Gambetta, Hôtel de Ville, Théatre, Palais de Justice, Parking Francis planté, Tribunal de Commerce, Place Raymond Poincaré, Place Joseph Pancault, Arènes du Plumaçon, Collège Jean Rostand) - Gares desservies : Gare de Mont-de-Marsan |                                                                      |                                                                      |                                                                      |                                                                      |                                                                      |                                                                      |                                                                      |                                                                      |
| N     | Autre : - Arrêts non accessibles aux UFR : — - Particularités : La ligne, gratuite, fonctionne en sens anti-horaire du lundi au samedi de 7 h 30 à 19 h 0 toutes les 20 minutes. - Date de dernière mise à jour : 14 janvier 2019. |                                                                      |                                                                      |                                                                      |                                                                      |                                                                      |                                                                      |                                                                      |                                                                      |

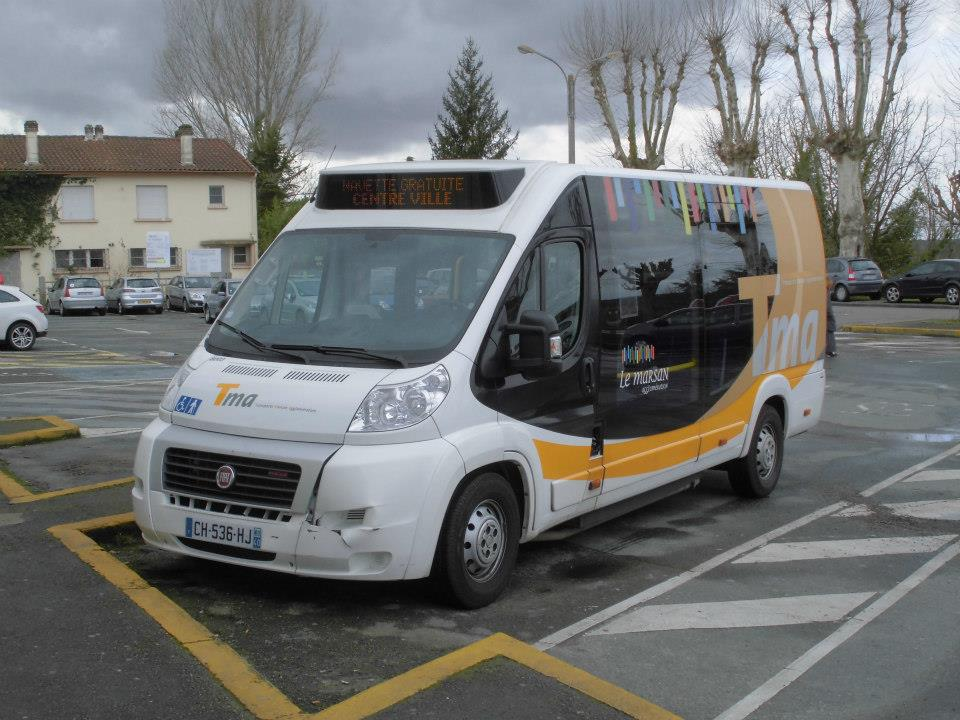
Navette Terminus Gare SNCF.

| N     | Dernière actualisation : — |                                                                      |                                                                      |                                                                      |                                                                      |                                                                      |                                                                      |                                                                      |                                                                      |

- Navette 
Terminus Gare SNCF.

## Transport à la demande

### Tma+

Logotype de Tma+.

Tma+ est le service de transport à la demande du réseau Tma pour l'ensemble de Mont-de-Marsan Agglomération.
Le service Tma+ fonctionne du mardi au samedi de 8 heures à 19 heures et est accessible avec l'ensemble de la gamme tarifaire Tma.
| Ligne | Caractéristiques | Caractéristiques                                                              | Caractéristiques                                                              | Caractéristiques                                                              | Caractéristiques                                                              | Caractéristiques                                                              | Caractéristiques                                                              | Caractéristiques                                                              | Caractéristiques                                                              |
| TAD 1 | Pouydesseaux — Médiathèque ⥋ Mont-de-Marsan — Midou / Pôle de Correspondances | Pouydesseaux — Médiathèque ⥋ Mont-de-Marsan — Midou / Pôle de Correspondances | Pouydesseaux — Médiathèque ⥋ Mont-de-Marsan — Midou / Pôle de Correspondances | Pouydesseaux — Médiathèque ⥋ Mont-de-Marsan — Midou / Pôle de Correspondances | Pouydesseaux — Médiathèque ⥋ Mont-de-Marsan — Midou / Pôle de Correspondances | Pouydesseaux — Médiathèque ⥋ Mont-de-Marsan — Midou / Pôle de Correspondances | Pouydesseaux — Médiathèque ⥋ Mont-de-Marsan — Midou / Pôle de Correspondances | Pouydesseaux — Médiathèque ⥋ Mont-de-Marsan — Midou / Pôle de Correspondances | Pouydesseaux — Médiathèque ⥋ Mont-de-Marsan — Midou / Pôle de Correspondances |
| ----- | --- | ----------------------------------------------------------------------------- | ----------------------------------------------------------------------------- | ----------------------------------------------------------------------------- | ----------------------------------------------------------------------------- | ----------------------------------------------------------------------------- | ----------------------------------------------------------------------------- | ----------------------------------------------------------------------------- | ----------------------------------------------------------------------------- |
| TAD 1 | Ouverture / Fermeture 7 janvier 2012 / — | Longueur —                                                                    | Durée 39 min                                                                  | Nb. d’arrêts 8                                                                | Matériel Minibus Taxi                                                         | Jours de fonctionnement Ma, Me, J, V, S                                       | Jour / Soir / Nuit / Fêtes O / N / N / N                                      | Voy. / an —                                                                   | Exploitant Transdev du Marsan                                                 |
| TAD 1 | Desserte : - Villes et lieux desservis : Pouydesseaux, (Médiathèque), Bostens (Salle des fêtes), Gaillères (École), Lucbardez-et-Bargues (Grand Chemin, École), Saint-Avit (Foyer municipal), Mont-de-Marsan (Midou, Pôle de Correspondances) - Gares desservies : Gare de Mont-de-Marsan (Descendre à l'arrêt Pôle de Correspondances puis cinq minutes à pied) |                                                                               |                                                                               |                                                                               |                                                                               |                                                                               |                                                                               |                                                                               |                                                                               |
| TAD 1 | Autre : - Arrêts non accessibles aux UFR : — - Particularités : - Date de dernière mise à jour : 14 janvier 2019. |                                                                               |                                                                               |                                                                               |                                                                               |                                                                               |                                                                               |                                                                               |                                                                               |
| TAD 1 | Dernière actualisation : — |                                                                               |                                                                               |                                                                               |                                                                               |                                                                               |                                                                               |                                                                               |                                                                               |
| TAD 2 | Bougue — Église ⥋ Mont-de-Marsan — Midou / Pôle de Correspondances | Bougue — Église ⥋ Mont-de-Marsan — Midou / Pôle de Correspondances            | Bougue — Église ⥋ Mont-de-Marsan — Midou / Pôle de Correspondances            | Bougue — Église ⥋ Mont-de-Marsan — Midou / Pôle de Correspondances            | Bougue — Église ⥋ Mont-de-Marsan — Midou / Pôle de Correspondances            | Bougue — Église ⥋ Mont-de-Marsan — Midou / Pôle de Correspondances            | Bougue — Église ⥋ Mont-de-Marsan — Midou / Pôle de Correspondances            | Bougue — Église ⥋ Mont-de-Marsan — Midou / Pôle de Correspondances            | Bougue — Église ⥋ Mont-de-Marsan — Midou / Pôle de Correspondances            |
| TAD 2 | Ouverture / Fermeture 7 janvier 2012 / — | Longueur —                                                                    | Durée 22 min                                                                  | Nb. d’arrêts 5                                                                | Matériel Minibus Taxi                                                         | Jours de fonctionnement Ma, Me, J, V, S                                       | Jour / Soir / Nuit / Fêtes O / N / N / N                                      | Voy. / an —                                                                   | Exploitant Transdev du Marsan                                                 |
| TAD 2 | Desserte : - Villes et lieux desservis : Bougue, (Eglise), Laglorieuse (Bourg), Gaillères (École), Mazerolles (Ecole), Mont-de-Marsan (Midou, Pôle de Correspondances) - Gares desservies : Gare de Mont-de-Marsan (Descendre à l'arrêt Pôle de Correspondances puis cinq minutes à pied)                                                                        |                                                                               |                                                                               |                                                                               |                                                                               |                                                                               |                                                                               |                                                                               |                                                                               |
| TAD 2 | Autre : - Arrêts non accessibles aux UFR : — - Particularités : - Date de dernière mise à jour : 14 janvier 2019. |                                                                               |                                                                               |                                                                               |                                                                               |                                                                               |                                                                               |                                                                               |                                                                               |
| TAD 2 | Dernière actualisation : — |                                                                               |                                                                               |                                                                               |                                                                               |                                                                               |                                                                               |                                                                               |                                                                               |
| TAD 3 | Benquet — Mairie ⥋ Mont-de-Marsan — Midou / Pôle de Correspondances | Benquet — Mairie ⥋ Mont-de-Marsan — Midou / Pôle de Correspondances           | Benquet — Mairie ⥋ Mont-de-Marsan — Midou / Pôle de Correspondances           | Benquet — Mairie ⥋ Mont-de-Marsan — Midou / Pôle de Correspondances           | Benquet — Mairie ⥋ Mont-de-Marsan — Midou / Pôle de Correspondances           | Benquet — Mairie ⥋ Mont-de-Marsan — Midou / Pôle de Correspondances           | Benquet — Mairie ⥋ Mont-de-Marsan — Midou / Pôle de Correspondances           | Benquet — Mairie ⥋ Mont-de-Marsan — Midou / Pôle de Correspondances           | Benquet — Mairie ⥋ Mont-de-Marsan — Midou / Pôle de Correspondances           |
| TAD 3 | Ouverture / Fermeture 7 janvier 2012 / — | Longueur —                                                                    | Durée 21 min                                                                  | Nb. d’arrêts 6                                                                | Matériel Minibus Taxi                                                         | Jours de fonctionnement Ma, Me, J, V, S                                       | Jour / Soir / Nuit / Fêtes O / N / N / N                                      | Voy. / an —                                                                   | Exploitant Transdev du Marsan                                                 |
| TAD 3 | Desserte : - Villes et lieux desservis : Benquet, (Mairie), Bretagne-de-Marsan (Lescouplé, Ecole, Pont Voie Ferrée), Mont-de-Marsan (Midou, Pôle de Correspondances) - Gares desservies : Gare de Mont-de-Marsan (Descendre à l'arrêt Pôle de Correspondances puis cinq minutes à pied)                                                                          |                                                                               |                                                                               |                                                                               |                                                                               |                                                                               |                                                                               |                                                                               |                                                                               |
| TAD 3 | Autre : - Arrêts non accessibles aux UFR : — - Particularités : - Date de dernière mise à jour : 14 janvier 2019. |                                                                               |                                                                               |                                                                               |                                                                               |                                                                               |                                                                               |                                                                               |                                                                               |
| TAD 3 | Dernière actualisation : — |                                                                               |                                                                               |                                                                               |                                                                               |                                                                               |                                                                               |                                                                               |                                                                               |
| TAD 4 | Campagne — Église ⥋ Mont-de-Marsan — Midou / Pôle de Correspondances | Campagne — Église ⥋ Mont-de-Marsan — Midou / Pôle de Correspondances          | Campagne — Église ⥋ Mont-de-Marsan — Midou / Pôle de Correspondances          | Campagne — Église ⥋ Mont-de-Marsan — Midou / Pôle de Correspondances          | Campagne — Église ⥋ Mont-de-Marsan — Midou / Pôle de Correspondances          | Campagne — Église ⥋ Mont-de-Marsan — Midou / Pôle de Correspondances          | Campagne — Église ⥋ Mont-de-Marsan — Midou / Pôle de Correspondances          | Campagne — Église ⥋ Mont-de-Marsan — Midou / Pôle de Correspondances          | Campagne — Église ⥋ Mont-de-Marsan — Midou / Pôle de Correspondances          |
| TAD 4 | Ouverture / Fermeture 7 janvier 2012 / — | Longueur —                                                                    | Durée 24 min                                                                  | Nb. d’arrêts 4                                                                | Matériel Minibus Taxi                                                         | Jours de fonctionnement Ma, Me, J, V, S                                       | Jour / Soir / Nuit / Fêtes O / N / N / N                                      | Voy. / an —                                                                   | Exploitant Transdev du Marsan                                                 |
| TAD 4 | Desserte : - Villes et lieux desservis : Campagne, (Eglise), Saint-Perdon (Ancienne Arènes), Mont-de-Marsan (Midou, Pôle de Correspondances) - Gares desservies : Gare de Mont-de-Marsan (Descendre à l'arrêt Pôle de Correspondances puis cinq minutes à pied)                                                                                                  |                                                                               |                                                                               |                                                                               |                                                                               |                                                                               |                                                                               |                                                                               |                                                                               |
| TAD 4 | Autre : - Arrêts non accessibles aux UFR : — - Particularités : - Date de dernière mise à jour : 14 janvier 2019. |                                                                               |                                                                               |                                                                               |                                                                               |                                                                               |                                                                               |                                                                               |                                                                               |
| TAD 4 | Dernière actualisation : — |                                                                               |                                                                               |                                                                               |                                                                               |                                                                               |                                                                               |                                                                               |                                                                               |
| TAD 5 | Geloux — Mairie ⥋ Mont-de-Marsan — Midou / Pôle de Correspondances | Geloux — Mairie ⥋ Mont-de-Marsan — Midou / Pôle de Correspondances            | Geloux — Mairie ⥋ Mont-de-Marsan — Midou / Pôle de Correspondances            | Geloux — Mairie ⥋ Mont-de-Marsan — Midou / Pôle de Correspondances            | Geloux — Mairie ⥋ Mont-de-Marsan — Midou / Pôle de Correspondances            | Geloux — Mairie ⥋ Mont-de-Marsan — Midou / Pôle de Correspondances            | Geloux — Mairie ⥋ Mont-de-Marsan — Midou / Pôle de Correspondances            | Geloux — Mairie ⥋ Mont-de-Marsan — Midou / Pôle de Correspondances            | Geloux — Mairie ⥋ Mont-de-Marsan — Midou / Pôle de Correspondances            |
| TAD 5 | Ouverture / Fermeture 7 janvier 2012 / — | Longueur —                                                                    | Durée 40 min                                                                  | Nb. d’arrêts 9                                                                | Matériel Minibus Taxi                                                         | Jours de fonctionnement Ma, Me, J, V, S                                       | Jour / Soir / Nuit / Fêtes O / N / N / N                                      | Voy. / an —                                                                   | Exploitant Transdev du Marsan                                                 |
| TAD 5 | Desserte : - Villes et lieux desservis : Geloux, (Mairie), Saint-Martin-d'Oney (Centre Culturel), Campet-et-Lamolère (Mairie, Pisciculture), Uchacq-et-Parentis Mairie, Loubit) Mont-de-Marsan (Midou, Pôle de Correspondances) - Gares desservies : Gare de Mont-de-Marsan (Descendre à l'arrêt Pôle de Correspondances puis cinq minutes à pied)               |                                                                               |                                                                               |                                                                               |                                                                               |                                                                               |                                                                               |                                                                               |                                                                               |
| TAD 5 | Autre : - Arrêts non accessibles aux UFR : — - Particularités : - Date de dernière mise à jour : 14 janvier 2019. |                                                                               |                                                                               |                                                                               |                                                                               |                                                                               |                                                                               |                                                                               |                                                                               |
| TAD 5 | Dernière actualisation : — |                                                                               |                                                                               |                                                                               |                                                                               |                                                                               |                                                                               |                                                                               |                                                                               |

### Tma+ PMR

Logo de Tma+ PMR.

Tma+ PMR est un service de transport à la demande (TAD) réservé aux personnes à mobilité réduite. Il permet des déplacements de porte à porte depuis les communes de l’agglomération vers Mont-de-Marsan et fonctionne du mardi au samedi aux mêmes horaires que le service de transport à la demande Tma+.
Les conditions d'accès au service sont réservés aux titulaires en fauteuil roulant ou atteints d’une cécité visuelle munis d’une carte d’invalidité ou d’une carte mobilité inclusion avec mention «invalidité», d’un taux égal ou supérieur à 80% avec un éloignement de plus de 400 mètres d'une ligne classique du réseau.

## Transport scolaire
Des circuits scolaires sont mis en place pour les élèves des établissements de Mont-de-Marsan (Lycée Duruy, Lycée Frédéric-Estève, Lycée Charles-Despiau, Lycée Cassaigne, Ecole Primaire Dupouy, Collège Cel Le Gaucher, Ecole primaire du Beillet, Collège Jean Rostand) ainsi qu'à Saint-Pierre-du-Mont (Collège Lubet Barbon, Ecole du Biarnès, Ecole Jules Ferry, EREA).

## Bus de la Madeleine

Logotype de Tma en Fête.

À l'occasion des Fêtes de la Madeleine, le réseau est suspendu et remplacé par un réseau spécifique fonctionnant de 10 h 0 au lendemain matin 4 h 0 pendant cinq jours.